# 3942 Churivannia
3942 Churivannia este un asteroid din centura principală, descoperit pe 11 septembrie 1977 de Nikolai Cernîh.